# Patkai
I monti Patkai (chiamati anche monti Purvanchal) sono una catena montuosa al confine tra India e Birmania (Myanmar); costituiscono uno dei contrafforti sud-orientali dell'Himalaya.
Il confine tra India e Birmania corre in parte lungo il loro crinale. Verso sud i Patkai si collegano ai monti Arakan.
I monti Patkai raggiungono talvolta altezze di oltre 3000 m. Tra le vette più alte ricordiamo il Saramati (3826 m), il Mol Len (3088 m) e il Japvo (3014 m). Le montagne sono per lo più ricoperte da foreste di pini e di teak.